# Йоммеке (комикс)
Йоммеке (нидерл. Jommeke, МФА: [ˈjoməkə]) — бельгийская серия комиксов на нидерландском языке об одноимённом главном герое, придуманная и нарисованная фламандским автором Жефом Нейсом (Jef Nys). Комикс впервые появился в 1955 году и стал одним из самых популярных для читателей всех возрастов во Фландрии. С тех пор комикс был переведен на восемь языков, включая английский (Jeremy and Frankie), французский (Gil et Go), немецкий (Peter und Alexander) и шведский (Peter och Alexander), испанский (Ubenso), финский (Esa ja Vesa), китайский (Jié Miè) и индонезийский. Серия в основном ориентирована на молодую аудиторию и характеризуется юмором, приключениями и фантазией.

## История
‘Йоммеке’ был задуман в 1955 году фламандским автором комиксов Жефом Нейсом. Серия комиксов впервые появилась в католическом журнале ‘Церковь и жизнь’ (Kerk en Leven) и была задумана как образовательная серия комиксов для детей. Пик популярности Йоммеке пришелся с конца 1950-х до конца 1970-х годов, когда сюжеты становились все более авантюрными, а персонажи все более карикатурными. В этот период также были опубликованы самые известные истории из серии, такие как ‘Охота за футбольным мячом’ (De jacht op een voetbal), ‘Королева подземных земель’ (De koningin van Onderland) и ‘Райский остров’ (Paradijseiland). В 1968 году вышла экранизация альбома ‘Сокровище пирата’ (De schat van de zeerover), в которой снялись Дирк Нейс (Dirk Nijs) и Марк Нейс (Mark Nijs), сыновья Жефа Нейса.
В 1980-х и 1990-х годах серия комиксов все чаще подвергалась критике за расистские карикатуры и стереотипные персонажи. Китайский мудрец изображался в серии с типичными китайскими чертами, такими как разрез глаз и длинная борода. Жители африканской деревни изображались как примитивные люди с большими носами и толстыми губами. Другая критика серии комиксов Йоммеке — это присутствие традиционных гендерных норм. Женские персонажи в серии часто изображаются любящими и покорными. Они часто играют подчиненную роль в сюжете и не такие же активные, как мужские персонажи. Это может быть расценено как сексизм. Мужские персонажи комиксов также сталкиваются с гендерными стереотипами. Например, Йоммеке часто изображается как герой истории, который решает проблемы. Многие высказывания, которые могут быть расценены как расистские или сексистские, были изменены в более современных изданиях альбомов. Несмотря на критику, Йоммеке оставался очень популярным. К 2023 году было выпущено более 300 альбомов Йоммеке.
В 2009 году Жеф Нейс умер в возрасте 82 лет. После этого Филипп Делзенне (Philippe Delzenne) Герд ван Лooк (Gerd van Loock) и внучка Нейса Сарина Ахмад-Нейс (Sarina Ahmad-Nys) занялись рисованием и написанием серии комиксов. Йоммеке по-прежнему очень популярен среди молодых читателей и считается одной из самых важных фигур в мире бельгийских комиксов.

## Сюжеты
Сюжеты Йоммеке часто абсурдны и авантюрны. Они часто связаны с решением проблем и победой над злодеями. В большинстве историй Йоммеке обнаруживает что-то загадочное или получает просьбу о помощи. Вместе со своими друзьями он пускается в авантюру, которая может привезти его в разные страны и даже в другие миры. Во время путешествий Йоммеке встречает разных персонажей и используют различные изобретения профессора Гобелина. Истории Йоммеке обычно короткие и имеют счастливый конец. Они часто содержат мораль или послание для читателей. Самое поразительное в рассказах Йоммеке — это юмор и фантазия. Рассказы нравятся и детям, и взрослым.

## Персонажи

### Протагонисты
Йоммеке: главный герой серии комиксов. Он молодой, умный и авантюрный мальчик, который всегда готов помочь другим. Йоммеке всегда позитивен и храбр. У него есть говорящий попугай по имени Флип, который часто сопровождает его в приключениях. Йоммеке живёт в деревне Зоннедорпе с родителями.
Филиберке: лучший друг Йоммеке. Он часто бывает более беспокойным, чем Йоммеке, и всегда готов помочь своему другу. У него есть собака по имени Пекки.
Аннемике и Роземике: две сестры-близнецы. Они часто участвуют в приключениях Йоммеке. У них есть обезьяна по имени Шоко.
Профессор Гобелин: эксцентричный изобретатель. Он часто является разработчиком необычных изобретений, таких как летающая бочка.

### Антагонисты
Анатол: злодей, который часто пытается украсть изобретения профессора Гобелина или осуществить другие злые планы.
Квак и Бумел: два неуклюжих злодея. Они часто участвуют в приключениях Йоммеке и его друзей.
Королева подземных земель: злая правительница, живущая в подземном мире ‘Ондерланде’ (Onderland). У неё бледная кожа, длинные черные волосы и она всегда одета в чёрное платье.

## Влияние
Йоммеке оказал большое влияние на бельгийский мир комиксов и фламандскую культуру в целом. Серия является одной из самых продолжительных серий комиксов в Бельгии и пользуется огромной популярностью с 1950-х годов. Это один из первых бельгийских комиксов, добившихся международного успеха. Истории о Йоммеке стали важной частью фламандской культуры и стали знаковыми для многих фламандских детей.

## Йоммеке в России
Два приключения Йоммеке происходят в России:
- В ‘Паляскофе’ (Paljaskof) Теофил, отец Йоммеке, врезается в дерево во время прогулки по снегу на санях и теряет память. Он попадает в поезд, идущий в Россию, и оказывается в княжестве Куркумании. Там он встречает Сергея Пастинакофа, брата великого князя Куркумании, который был изгнан из двора за мошенничество. После нескольких рюмок водки Теофил начинает рассказывать шутки. Сергей устраивает Теофила работать шутником при дворе и просит у брата прощения. Однако жестокий Сергей жаждет мести за свое изгнание и хочет захватить власть в Куркумании. В то же время в Зоннедорпе все ищут Теофила. Через некоторое время Йоммеке, Флип, Филиберке и Мари (мать Йоммеке) находят Теофила в России. Тем временем Сергей ворует изумрудную статую бабушки и угрожает разрушить её, если он не станет новым великим князем Куркумании. План Сергея проваливается, и статуя возвращается великому князю.

- В ‘Вовофски’ (Wowofski) Йоммеке и Филиберке получают возможность опробовать последнее изобретение Гобелина — суперпереводчик: устройство, позволяющее переводить любой язык. По телевизору Йоммеке и Филиберке видят русского профессора Строганова, который нашел ребёнка, воспитанного волками. Строганов утверждает, что заботится о ребёнке. На самом деле профессор пытается заработать на нем деньги. Профессор Гобелин, хочет изучить ребёнка-волка с помощью суперпереводчика. Герои приключений вместе летят в лесной массив в Уральских горах, чтобы помочь ребёнку-волку и общаться с помощью суперпереводчика.

## Переводы
Английский: Jeremy and Frankie
Французский: Gil et Go
Немецкий: Peter und Alexander
Шведский: Peter och Alexander
Испанский: Ubenso
Финский: Esa ja Vesa
Китайский: Jié Miè
Индонезийский